# Campo Profundo do Hubble

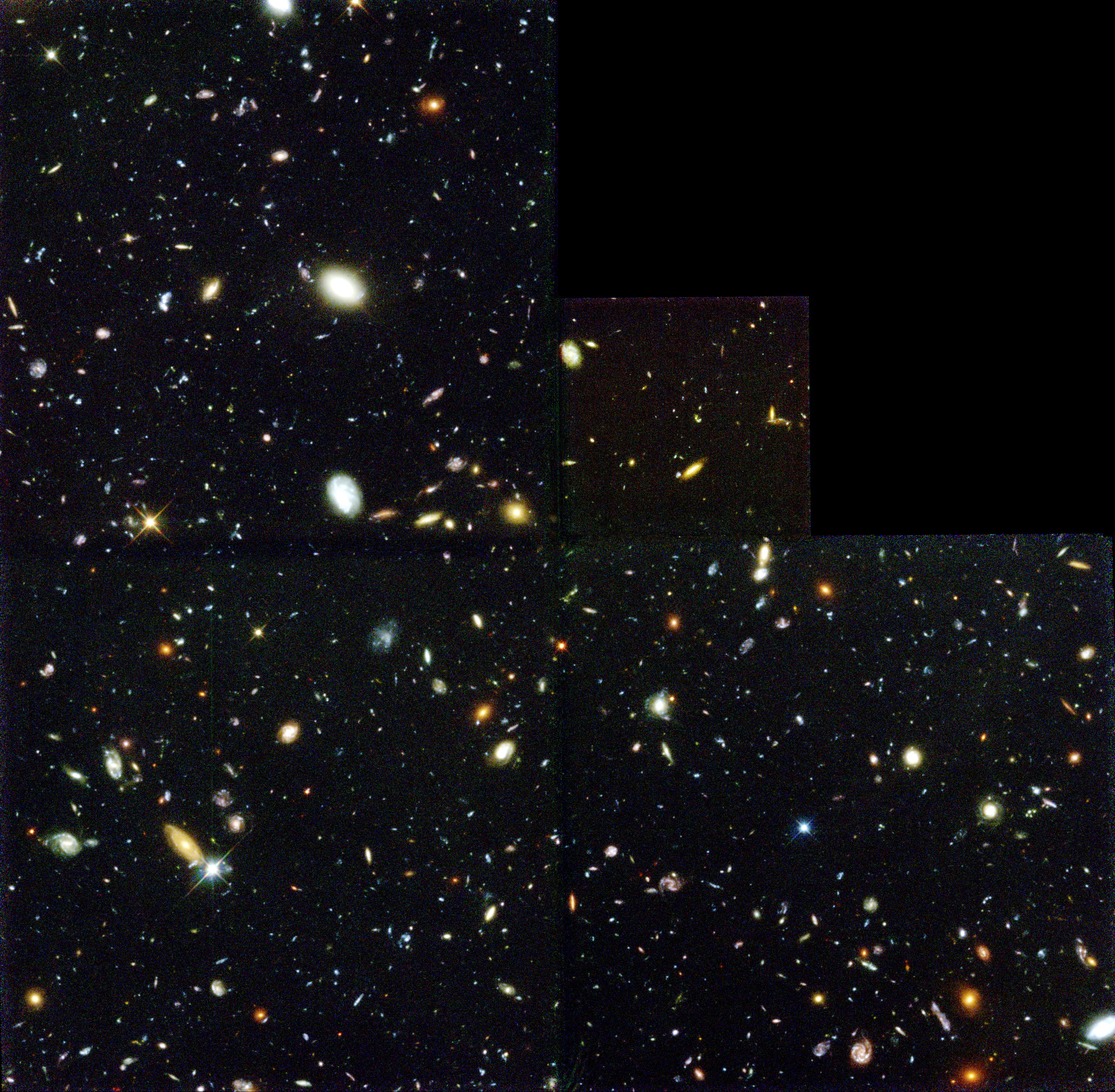
O Campo Profundo do Hubble.

O Campo Profundo do Hubble (The Hubble Deep Field, em inglês) é uma imagem de uma pequena região na constelação de Ursa Maior composta  de várias observações do Telescópio Espacial Hubble. Cobre uma área de 2,5 minutos de arco, equivalente ao tamanho angular de uma bola de tênis de 65 mm a uma distância de cem metros. A imagem é formada por 342 exposições separadas tiradas com a Wide Field and Planetary Camera 2 do telescópio Hubble durante dez dias entre 18 e 28 de dezembro de 1995.
A imagem abrange uma área tão pequena do céu que contém apenas algumas estrelas da Via Láctea em primeiro plano; assim, quase todos os três mil objetos da imagem são galáxias, algumas das quais estão entre as mais jovens e mais distantes já conhecidas. Ao revelar um número tão grande de galáxias jovens, o Campo Profundo do Hubble tornou-se um marco no estudo do começo do universo, com seu artigo científico tendo recebido mais de 800 citações até 2008.
Três anos depois da criação do Campo Profundo do Hubble, uma região do hemisfério sul celestial foi fotografada de maneira similar e chamada de Campo Profundo Sul do Hubble. As similaridades entre as duas regiões fortaleceu a crença que o universo é uniforme em grande escala e que a Terra ocupa uma região típica do universo (o princípio cosmológico). Uma pesquisa mais ampla, mas menos profunda, também foi feita como parte das pesquisas dos Grandes Observatórios Astronômicos. Em 2004, uma imagem mais profunda conhecida como Campo Ultra Profundo do Hubble foi construída depois de onze dias de observação. A nova imagem era na época a imagem astrônomica mais sensível já feita através da luz visível, permanecendo assim até 2012 com a publicação do Campo Extremamente Profundo do Hubble.

## Concepção

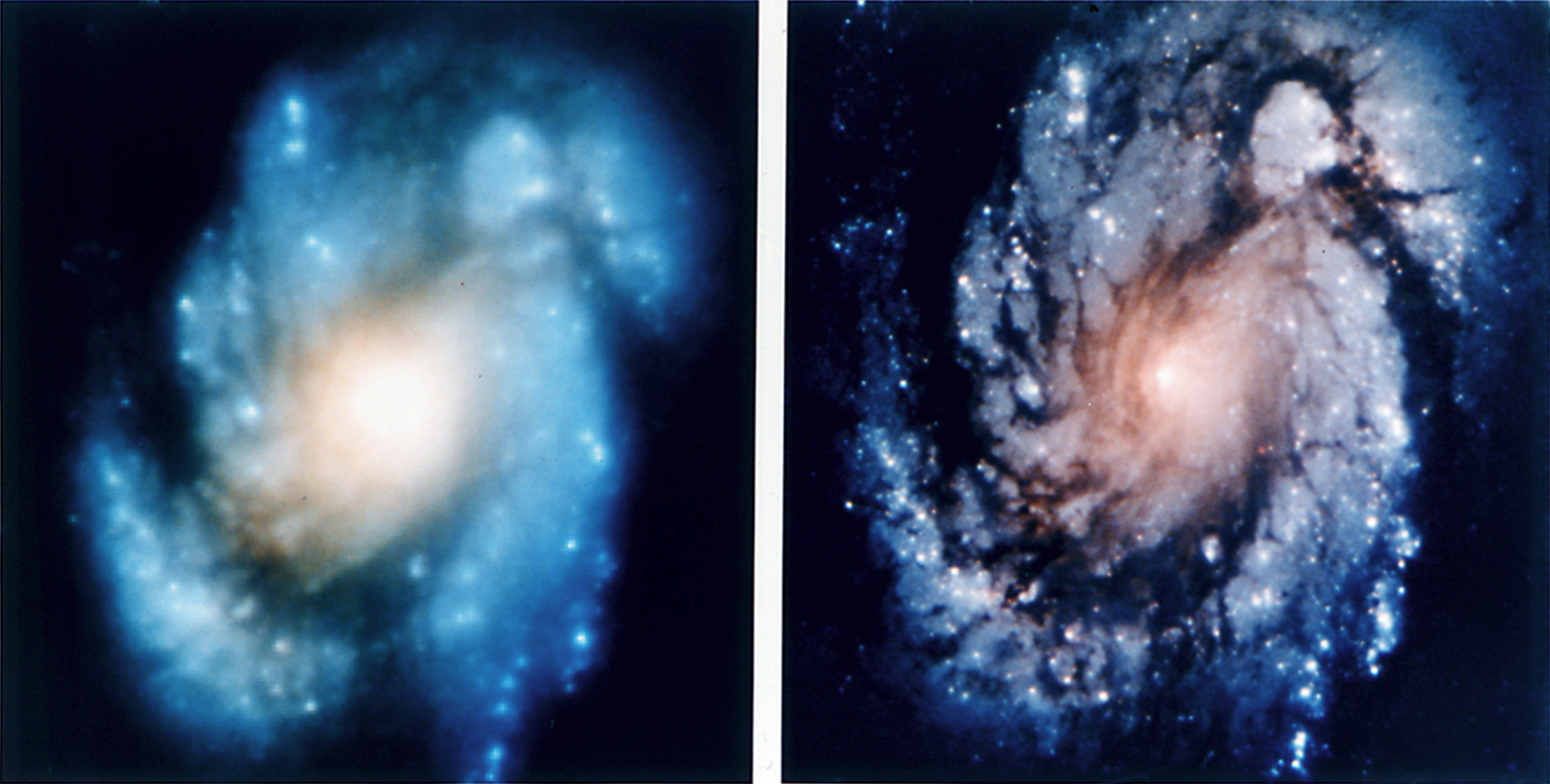
A instalação de ópticas correctivas no Hubble traria melhorias dramáticas na qualidade das suas imagens, o que encorajava tentativas de obter imagens muito profundas de galáxias distantes.

Um dos objectivos dos astrónomos que conceberam o Telescópio Espacial Hubble (HST) era o de poder usar uma grande resolução óptica para estudar galáxias distantes a um nível de detalhe impossível de conseguir a partir da superfície terrestre. Embora tenham sido detectados problemas com os espelhos à data do seu lançamento para o espaço, estes sabiam que o Hubble conseguiria alcançar galáxias ainda mais longínquas.
À distância destas galáxias, a luz demora bilhões de anos a alcançar a Terra, pelo que as observações de agora correspondem ao estado dessas galáxias há bilhões de anos atrás. Desta forma, ao aumentar o alcance do Hubble, os cientistas poderão estudar como evoluiu o espaço.
Após a anomalia ter sido corrigida durante a missão STS-61 do Ônibus Espacial, em 1993, as agora excelentes capacidades do telescópio foram usadas para estudar galáxias incrivelmente distantes, cuja luz recebida era extremamente ténue (daí a necessidade de longos períodos de exposição). O Medium Deep Survey (MDS) usou a câmera Wide Field and Planetary Camera 2 (WFPC2) para obter images profundas de zonas aleatórias do espaço, enquanto os outros instrumentos eram utilizados para observações agendadas. Simultaneamente, outros programas dedicavam-se a galáxias já conhecidas por observações terrestres. Todos estes estudos revelaram diferenças substanciais entre as propriedades das galáxias nos dias de hoje e as que existiram há bilhões de anos atrás.
Mais de 10% do tempo de observação do Hubble é designado como Director's Discretionary (DD) Time e é tipicamente atribuído como prémio a astrónomos que desejem estudar fenómenos pontuais emergentes, como supernovas. Com a confirmação de que as ópticas correctivas no Hubble estavam bem instaladas, Robert Williams, o então director do Space Telescope Science Institute (Instituto de Ciência Espacial Telescópica), decidiu dedicar uma boa parte do seu tempo DD para estudar galáxias distantes, em 1995. O Comité de Avisos a Institutos especial recomendou que a WFPC2 fosse utilizada para obter imagens celestes a grande latitude galáctica, utilizando vários filtros ópticos, e seria formado um grupo de trabalho para desenvolver e implementar o projecto.

## Conteúdos noDeep Field
A imagem final revelou uma panóplia de galáxias distantes, ténues. Conseguiu-se identificar cerca de 3000 galáxias, com galáxias irregulares e em espiral nitidamente visíveis, embora algumas galáxias do campo estejam a escassos pixels de distância umas das outras. Ao todo, o Campo Profundo do Hubble, também conhecido pela sigla HDF (do inglês The Hubble Deep Field) parece revelar menos de 10 estrelas; a maioria dos objectos no campo são galáxias distantes.
NO HDF encontram-se cerca de 50 objectos como um ponto azul. Muitos deles parecem estar associados com galáxias nas proximidades que, em conjunto, formam cadeias e arcos: possivelmente serão regiões de actividade intensa de formação de estrelas. Outros poderão ser quasars distantes. Inicialmente os astrónomos descartaram a hipótese de alguns destes pontos serem anãs brancas, devido a serem demasiado azuis para serem consistentes com as teorias de então sobre a evolução deste tipo de estrela. No entanto, trabalhos mais recentes revelaram que muitas anãs brancas tornam-se pregressivamente mais azuis com a idade, sustendo a ideia de que o HDF pode conter anãs brancas.